# Lukcejusz Albinus
Lukcejusz Albinus, Lucceius Albinus (zm. 69) był rzymskim prokuratorem Judei od 62 do 64 i namiestnikiem Mauretanii od 64 do 69.

## Życiorys
W 62, po śmierci Porcjusza Festusa, a przed przybyciem Lukcejusza Albinusa, który miał go zastąpić jako namiestnika Judei, nowo wybrany arcykapłan Annasz zwołał sanhedryn i stawił przed sądem Jakuba, brata Jezusa. Oskarżył go i innych o naruszenie Prawa i skazał na ukamienowanie. Pobożni i prawomyślni Żydzi z Jerozolimy byli zgorszeni i donieśli o tym królowi Agryppie II. Niektórzy z nich nawet wyszli na spotkanie Albinusa, który właśnie przybywał z Aleksandrii, i przedstawili mu, że Annasz nie miał prawa zwoływać sanhedrynu bez jego wiedzy. Albinus przychylił się do ich zdania i napisał w gniewnym tonie list do Annasza, grożąc mu ukaraniem go. Z tego powodu Agryppa II pozbawił go godności kapłańskiej.
Lukcejusz Albinus był zachłannym człowiekiem, brał łapówki od wszystkich, począwszy od wspomnianego dawnego arcykapłana Annasza do sykariuszów, i przywłaszczał sobie zarówno mienie publiczne, jak i własność prywatną. Więźniów zwalniał kiedy wypłacano za nich odpowiednio wysoki okup. Na początku, po przybyciu do Jerozolimy Albinus przystąpił z całym zapałem i gorliwością do uspokojenia kraju i w dużej mierze wytępił sykariuszy. Ale gdy porwali oni syna arcykapłana Annasza i poinformowali, że zwolnią jego syna, jeśli nakłoni Albinusa do wypuszczenia dziesięciu ich towarzyszy, którzy byli uwięzieni, namiestnik zadośćuczynił tej prośbie. To spowodowało tylko jeszcze więcej nieszczęść. Rozbójnicy próbowali wszelkimi metodami schwytać kogokolwiek z przyjaciół Annasza i nie wypuszczali dopóki w zamian nie udało im się odzyskać pewnej liczby współtowarzyszy. Przez to ich liczba znowu wzrosła.
Kiedy Albinus dowiedział się, że zostanie zamieniony na Gesjusza Florusa, chcąc pokazać się z dobrej strony, nakazał zabić więźniów zasługujących na śmierć, a pozostałych wypuścił za kaucją. Skutkiem tego w Judei tylko wzrosła liczba rozbójników.
Po namiestnictwie w Judei, Albinus został wybrany zarządcą Mauretania Caesariensis przez Nerona. Prowincja Mauretania Tingitana została dodana Albinowi przez cesarza Galbę. Po jego śmierci, Albinus poparł Othona. Natomiast po śmierci tegoż, rozniosły się pogłoski jakoby Albinus przywłaszczył sobie odznakę władzy królewskiej i imię Juby. Niedługo potem został zamordowany wraz z żoną.